# Купоне (Изернија)
Купоне је насеље у Италији у округу Изернија, региону Молизе.
Према процени из 2011. у насељу је живело 120 становника. Насеље се налази на надморској висини од 619 м.